# Raid de Nicotera (1122)
L'expédition almoravide contre Nicotera est un raid maritime opéré par une flotte almoravide en 1122 contre la côte calabraise, plus précisément sur la ville de Nicotera, sous domination normande afin de prêter main-forte aux Zirides badicides de Mahdia.

## Contexte
Dans le cadre d'un conflit opposant le ziride Ali ben Yahya et le gouverneur de Gabès Rafik ben Makan avec qui les Normands de Sicile ont noué des liens amicaux ; ces derniers décident d'intervenir au profit de Rafik, assiégée dans sa ville par les Zirides.
En janvier 1118, les Normands interviennent avec 24 galères, mettent en fuite les navires zirides. Cependant, les équipages des navires siciliens invités à un banquet à leur honneur à Gabès, tentent de débarquer mais sont forcés à rembarquer par les Zirides. Ali ben Yahya finit par reprendre Gabès, et furieux du soutien normand, ordonne d'attaquer tous les vaisseaux siciliens en Méditerranée. Les Normands ripostent et lancent une escadre sur les côtes d'Ifriqiya, capturant quelques navires zirides. Ali ben Yahya demande alors le soutien des Almoravides — musulmans, maître de l'Andalousie et du Maghreb au delà d'Alger — pour l'aider à faire face aux incursions normandes. L'émir ziride Ali meurt quelque peu après.

## Déroulement et conséquences
Le 11 mars 1122, sur ordre de l'émir Ali ben Youssef,, la flotte almoravide de Mohamed ben Meïmoun lance un raid sur la région de Calabre, pille toute la côté, et s'empare de Nicotera, où les Marocains tuent de nombreux habitants,, et mettent la population en captivité.
Roger Ier de Sicile, persuadé que les Zirides sont derrière ce coup, arme une importante flotte et lance une attaque contre l'Ifriqiya pour se venger du raid. L'expédition tourne mal, et les Normands doivent se replier après un siège de seize jours contre Mahdia.

## Sources

### Sources bibliographiques
1. ↑  Société historique algérienne 1881, p. 385
2. ↑  Carbonaro 2021, p. 170
3. ↑  Ibn al-Athīr 1898, p. 548
4. ↑  Ibn al-Athīr 1898, p. 549

#### Francophone
- Société historique algérienne, Revue africaine : Numéros 145-156, La Société, 1881 (lire en ligne)
- ʻIzz al-Dīn Ibn al-Athīr, Annales du Maghreb & de l'Espagne, A. Jourdan, 1898, 664 p. (lire en ligne)

#### Anglophone
- Francesco Carbonaro, The Norman Admiralty : History of an Office Between Two Worlds, Logos Verlag Berlin, 2021, 236 p. (lire en ligne)